# Parmacochlea fischeri
Parmacochlea fischeri är en snäckart som beskrevs av Smith 1884. Parmacochlea fischeri ingår i släktet Parmacochlea och familjen Helicarionidae. Inga underarter finns listade i Catalogue of Life.